# Santa Maria (Kalifornia)
Santa Maria – miasto (city) w hrabstwie Santa Barbara, w południowo-zachodniej części stanu Kalifornia, w Stanach Zjednoczonych. W 2013 roku miasto liczyło 102 216 mieszkańców.